# Victor Baltard
Victor Baltard (Parigi, 10 giugno 1805 – Parigi, 13 gennaio 1874) è stato un architetto francese, che svolse la propria attività durante il Secondo Impero.

## Biografia
Figlio dell'architetto Louis-Pierre Baltard, studiò all’École des Beaux-Arts di Parigi e nel 1833 fu vincitore del Prix de Rome, grazie al quale soggiornò a Roma, a Villa Medici, dal 1834 al 1838.

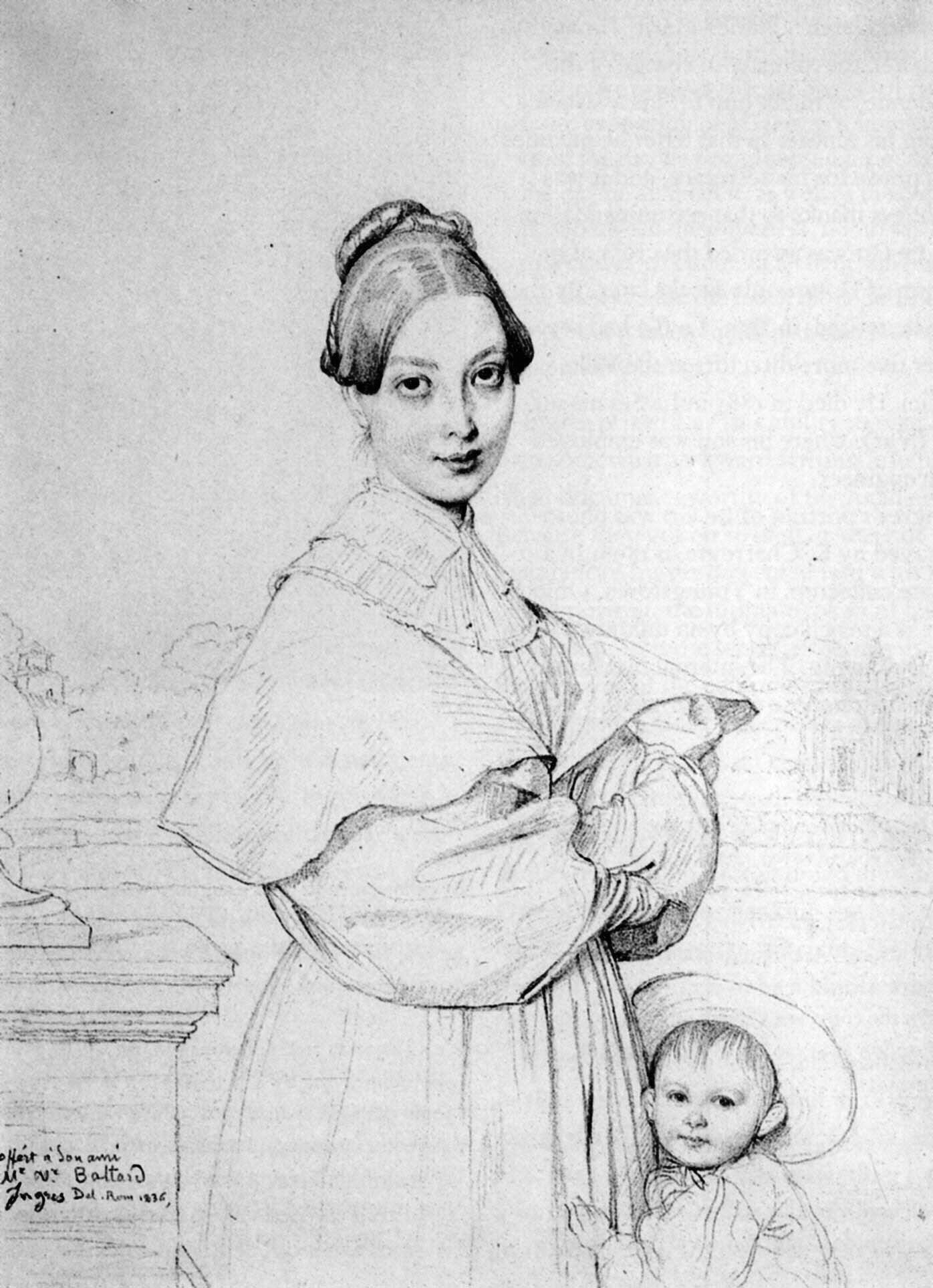
La dedica di Ingres: « Offert à son ami / Me Vr Baltard / Ingres del. Rom 1836 »

L'Accademia di Francia a Roma era allora diretta da Dominique Ingres (al quale si deve il delizioso disegno di questo periodo che ritrae la giovane moglie di Baltard e la figlia).
Dal 1849 divenne architetto della città di Parigi. Nello stesso periodo fu anche architetto diocesano per il Palazzo episcopale e il seminario maggiore della città, ma questo incarico gli fu revocato nel 1854 perché l'amministrazione dei culti ritenne che egli desse troppa importanza ai suoi lavori. Tuttavia si deve a lui il restauro delle chiese di Saint-Germain des Prés, di Saint-Séverin, di Saint-Eustache (che era appunto la chiesa delle Halles) e di Saint-Etienne du Mont.

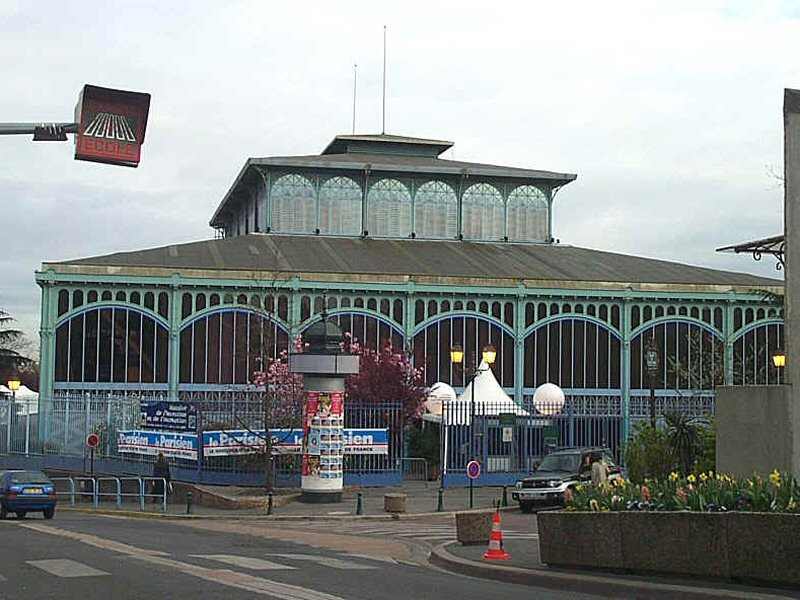
Il padiglione superstite delle Halles a Nogent-sur-Marne

Il suo nome è legato soprattutto alla costruzione delle Halles, il grande mercato coperto di Parigi realizzato tra il 1852 e il 1872, e completamente demolito nel 1972-1973, tranne per un padiglione che è stato classificato monumento storico e rimontato a Nogent-sur-Marne e uno portato in Giappone a Yokohama
, e al progetto dell'analogo mercato del bestiame alla Villette, dove ora è stata costruita la Cité des sciences et de l'industrie.
Realizzò anche la Chiesa di Saint-Augustin (Parigi) (1862-1871) e due tombe: quella del musicista Louis James Alfred Lefébure-Wély al Père-Lachaise e quella del giurista Léon Louis Rostand al Cimitero di Montmartre.